# James S. Boynton
James Stoddard Boynton, född 7 maj 1833 i Henry County i Georgia, död 22 december 1902 i Griffin i Georgia, var en amerikansk demokratisk politiker. Han var Georgias guvernör från 4 mars till 10 maj 1883.
Boynton studerade juridik och inledde 1852 sin karriär som advokat. I amerikanska inbördeskriget tjänstgjorde han i Amerikas konfedererade staters armé och sårades i slaget vid Atlanta. Före krigsslutet hade han avancerat till överste. Han var borgmästare i Griffin 1869–1872.
Guvernör Alexander H. Stephens avled 1883 i ämbetet och efterträddes av Boynton. Han efterträddes i sin tur senare samma år av Henry Dickerson McDaniel.
Boynton avled 1902 och gravsattes på Oak Hill Cemetery i Griffin i Georgia.